# Dick Grant

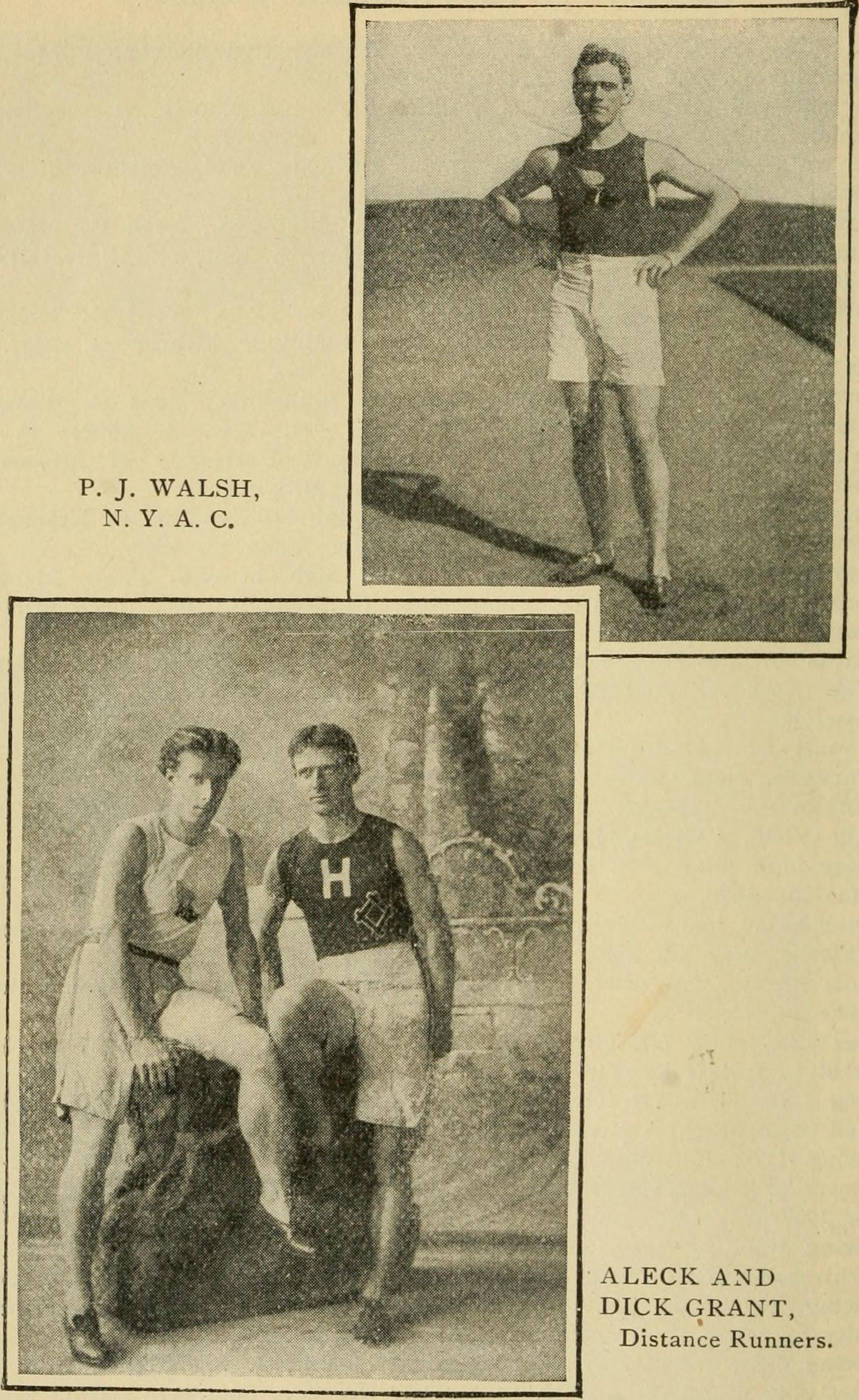
PJ Walsh, Dick et Alexander Grant, dans le Spalding's official athletic almanac.

Richard "Dick" Grant (3 août 1870 - 9 janvier 1958) est un athlète canadien qui a participé aux Jeux olympiques d'été de 1900 à Paris pour les États-Unis. Il a aussi participé aux quatre premiers marathons de Boston, ce que seul Lawrence Brignolia a également accompli.  

## Jeunesse
Grant est le fils d'un ministre presbytérien, né dans la petite communauté agricole de Dufferin dans le comté de Haldimand, Ontario, près de la réserve des Six Nations où vivait Tom Longboat.  La communauté a disparu après la disparition de la New York Central Railroad. Par conséquent, le lieu de naissance de Grant est parfois attribué à tort à d'autres endroits au Canada portant le même nom. La famille déménage à St. Mary's, comté de Perth, Ontario dans les années 1880.  Grant étudie à l'Université de Toronto  et est membre du club de Crosse. Il fréquente ensuite la Harvard Medical School à Cambridge, Massachusetts à partir de 1895 environ, et s'inscrit dans l'équipe de course de fond, courant le mile en 4:25. L'éducation de Grant à Harvard est autofinancée et il travaille pour payer ses frais de scolarité, ce qui implique des interruptions de scolarité. 

## Marathons de Boston
Grant participe au premier marathon de Boston en 1897 sans s'être auparavant engagé dans de longues courses. Son entrée contrevient aux ordres qu'il avait reçus de son équipe de piste de Harvard, qui voulait qu'il se réserve pour une double rencontre avec l'Université de Pennsylvanie.  Il est le seul homme à ne pas avoir d'accompagnateur à vélo pour fournir de l'eau. Grant prend néanmoins les devants mais est rejoint par le coureur de cross-country Hamilton Gray de New York. Ils partagent la tête pendant environ douze milles jusqu'à ce que John J. McDermott rattrape le duo. Grant abandonne finalement à neuf miles de l'arrivée, ses pieds étant trop boursouflés pour continuer. McDermott gagne finalement la course et dit de Grant :  

« C'est l'homme le plus dur que j'aie jamais battu. Il m'a tenu pendant un mile, bien qu'il était exténué. S'il s'était entraîné pour cette course, il m'aurait rendu l'épreuve difficile. C'était déjà assez dur de le secouer. Il a fait la course la plus courageuse que j'aie jamais vue. »

— John J. McDermott
Grant perd environ 5.5 kg au cours de la course, et ses pieds sont si boursouflés qu'il est incapable de marcher pendant plusieurs jours,.   
Grant revient au marathon en 1898, après avoir pris un congé de Harvard et avoir rejoint la Cambridgeport Gymnasium Association. Il termine à la septième place avec un temps de 3:08:55.  
Le meilleur résultat de Grant au marathon de Boston remonte à 1899. Courant pour le Knickerbocker Athletic Club de New York, Grant est de nouveau en tête et la tient pendant environ seize milles, malgré un fort vent de face. Lawrence Brignolia, un forgeron de 73 kg, voit son corps mieux résister face au que Grant. Les deux restent à la lutte dans les Newton Hills, avec Brignolia l'emportant finalement. Grant termine trois minutes après Brignolia , avec un temps de 2:57:46. Les remarques de Brignolia après la course au sujet de Grant sont élogieuses et font écho à celles de McDermott deux ans auparavant,. 
La dernière apparition de Grant au marathon de Boston se fait en 1900. La course est remarquée du fait de la participation d'une équipe de cinq coureurs de Hamilton, Ontario, dont Jack Caffery et Billy Sherring, qui mènent dès le départ. Grant termine à la huitième place avec un temps de 3:13:57. Caffery établit le record du parcours.

## Marathon des Jeux olympiques 1900

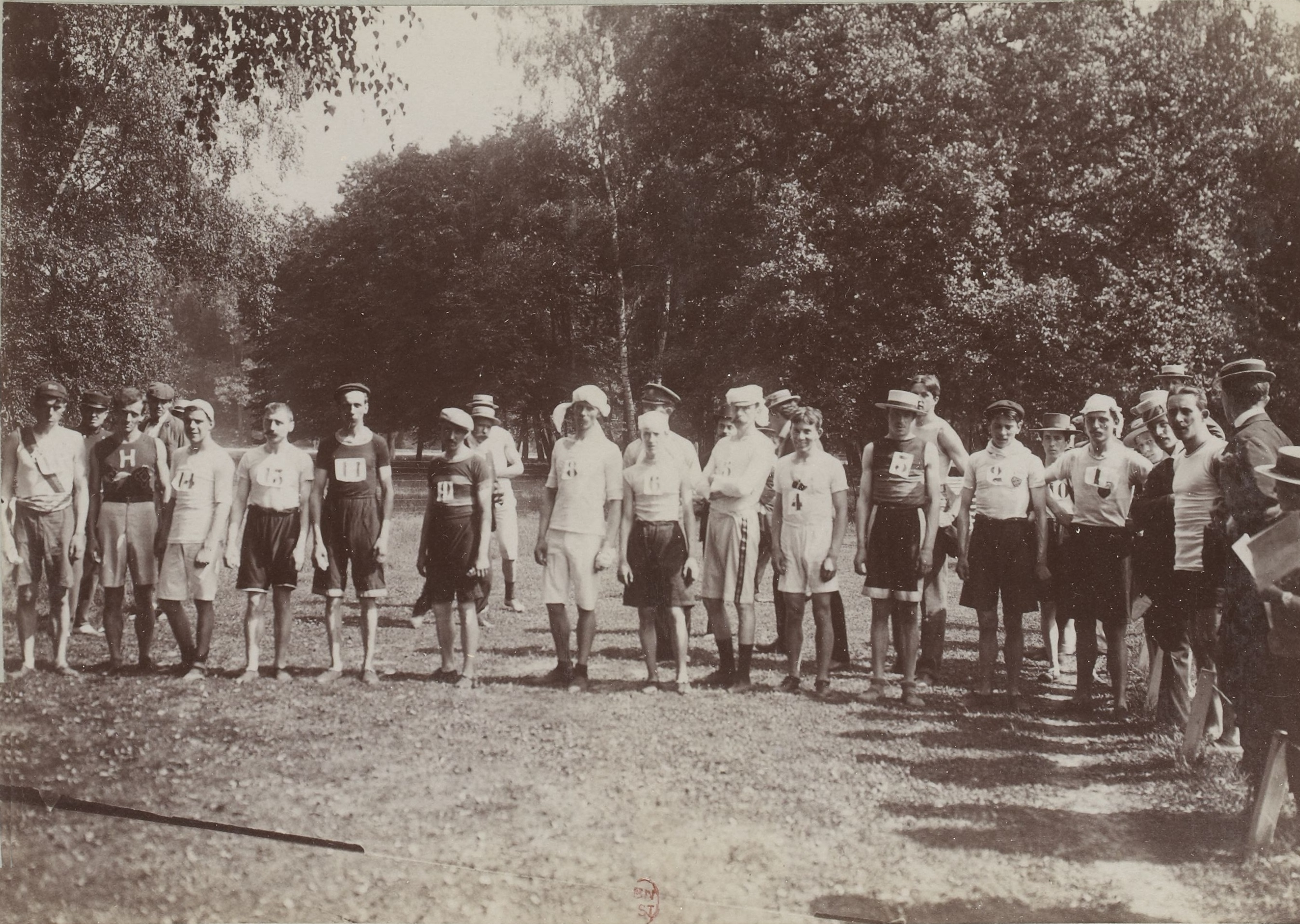
Départ du marathon aux Jeux olympiques de 1900.

Le Canada ne forme un comité olympique qu'en 1904, forçant les canadiens Dick Grant et Ronald McDonald à participer au marathon aux Jeux olympiques de 1900 à Paris en représentant les États-Unis. Seuls sept des dix-sept participants terminent la course. Grant et McDonald, qui courent ensemble pendant la majeure partie de l'épreuve, occupent les deux dernières positions, bien que les rapports ne soient pas d'accord quant à l'ordre de leurs arrivées. Le dernier finisseur, quel qu'il soit, a eu un temps d'environ 4:24. La course est mal organisée, la température atteint près de 40°C, et des accusations de coupure de parcours sont faites, McDonald affirmant plus tard que seuls lui et Grant avaient effectivement couru tout le parcours. Grant prétend également avoir été renversé par un cycliste alors qu'il luttait avec Michel Théato, le futur gagnant de l'épreuve, sans que justice ne lui soit finalement donnée.  
Cette course olympique est le dernier marathon de Grant, bien qu'il continue ensuite à courir sur des distances plus courtes.

## Après la course de fond
Il quitte la Harvard Medical School en 1903 et accepte en 1908 un poste d'entraîneur d'athlétisme à l'Université du Minnesota à Minneapolis. Lorsque la Première Guerre mondiale éclate en 1914, Grant tente de s'enrôler dans le Corps expéditionnaire canadien, mais est rejeté en raison de son âge. En 1916, il accepte un poste de directeur de l'athlétisme à l'Université de La Havane à Cuba.  Il est devenu plus tard chef du département d'athlétisme du gouvernement cubain. 
Grant épouse Edith Hutchings en 1909. Celle-ci a dix-huit ans de moins que Grant et travaille à Toronto comme sténographe. Ils ont cinq enfants nés à Minneapolis,Toronto et La Havane. Edith et ses enfants reviennent au Canada en 1926. Grant revient quant à lui au Canada en 1947 après avoir perdu la vue. Il vit pendant un certain temps avec sa sœur Anna McIlwraith et sa famille à Aurora, Illinois, mais l'United States Immigration and Customs Enforcement le juge responsable d'être une charge publique et lui refuse le statut de résident permanent aux Etats-Unis.  Il meurt en 1958 à Saint Catherines, en Ontario, à 87 ans. 
Grant a quatre frères et sœurs. Un frère aîné, le révérend William Harvey Grant, sert  comme missionnaire au Henan, en Chine, pendant plus de cinquante ans. Un jeune frère, Alexander Grant, est également un coureur olympien et un champion national américain dans différentes d'épreuves de demi-fond et de distance. 